# Шейніна Лідія Григорівна
Лідія Григорівна Шейніна (рос. Шейнина Лидия Григорьевна) — російський режисер-документаліст, сценарист, продюсер.
Народилася в Санкт-Петербурзі. Жила й навчалася в США, де почала знімати короткометражні фільми. Пізніше зацікавилася неігровим кінематографом і вступила до Школи документального кіно й театру Марини Разбєжкіної й Михайла Уґарова.

## фільмографія
- «Довго й щасливо» (2007)
- «Частини» (2010)
- «Мама» (2013) та ін.